# 스테이케이션

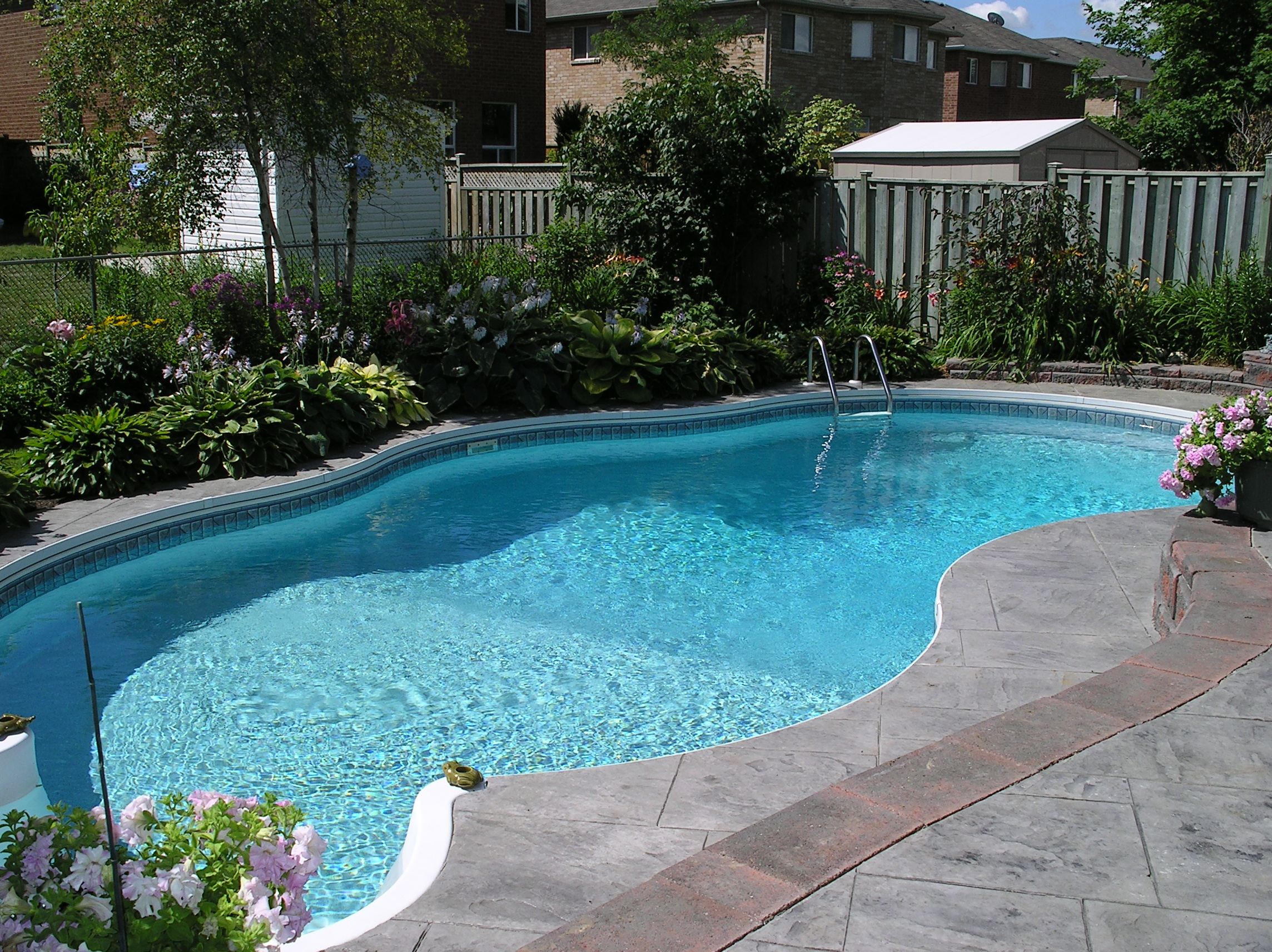
뒤뜰 수영장에서 휴식을 취하는 것은 숙박 기간 동안 때때로 즐기는 활동 중 하나이다.

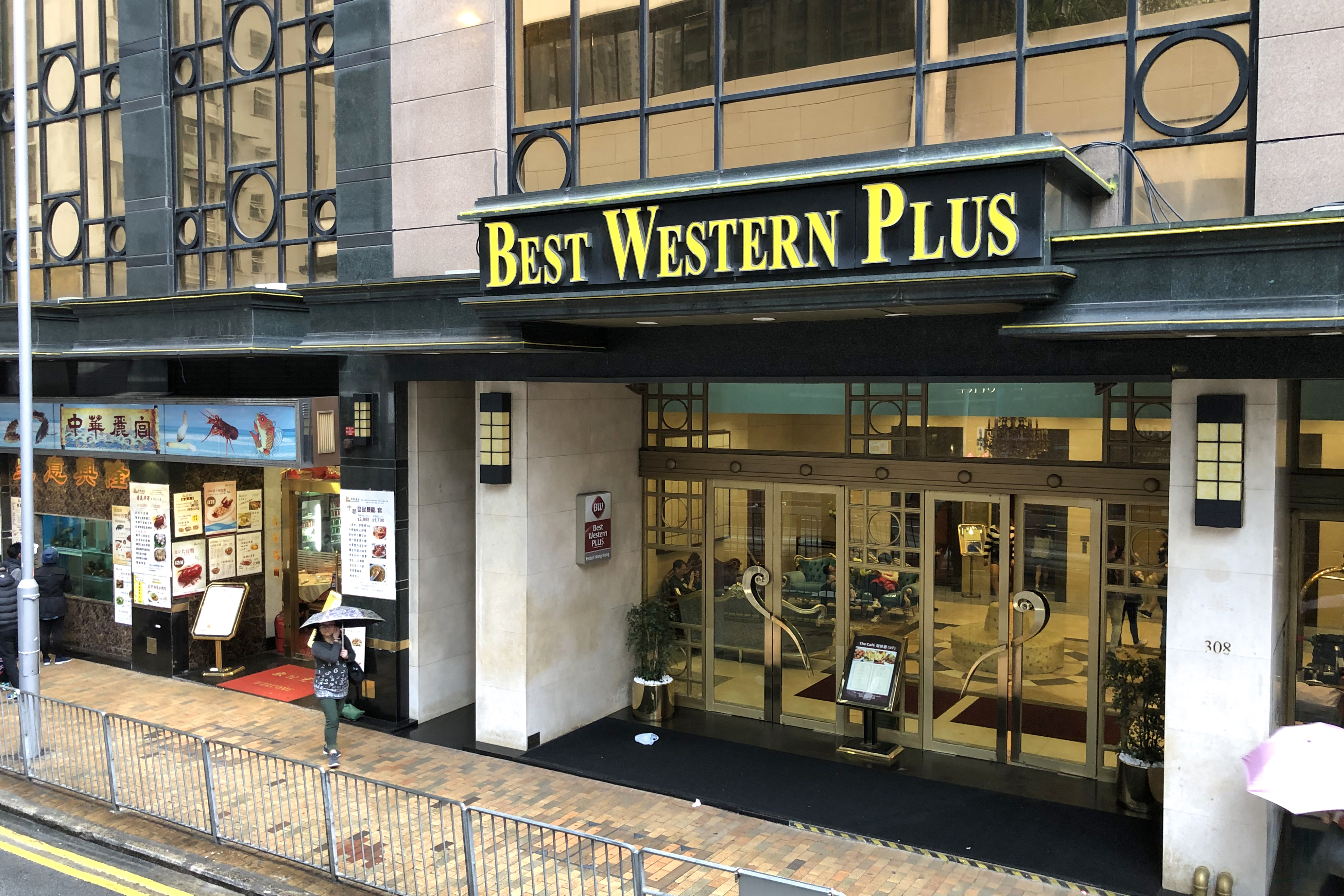
홍콩에서 이 용어는 국내 관광을 의미할 수 있다.

스테이케이션(stay과 vacation의 합성어) 또는 홀리스테이(holiday와 stay의 합성어)는 개인이나 가족이 당일치기 여행 거리 내에서 집에 머물며 여가 활동을 하는 기간을 말한다. 이들의 집에서 하룻밤 숙박이 필요하지 않다. 영국식 영어에서 이 용어는 점점 더 국내 관광을 의미하게 되었다. 즉, 해외 여행이 아닌 자국에서 휴가를 보내는 것이다.
스테이케이션의 일반적인 활동에는 뒤뜰 수영장 사용, 지역 공원 및 박물관 방문, 지역 축제 및 놀이 공원 참석이 포함된다. 또한 일부 스테이케이션 사용자는 전통적인 휴가의 느낌을 만들기 위해 시작일과 종료일 설정, 미리 계획하기, 일상적인 일 피하기와 같은 일련의 규칙을 따르는 것을 좋아한다.
스테이케이션은 2007~2010년 금융 위기 동안 미국에서 인기를 얻었다. 2020년에는 코로나19 팬데믹으로 인해 스테이케이션이 보편화되었다.

## 같이 보기
- 관광